# Siyətük
Siyətük è un comune dell'Azerbaigian situato nel distretto di Astara. Conta una popolazione di 982 abitanti.